# Star Wars: The Clone Wars
Pour les articles homonymes, voir Guerre des clones (homonymie).
Cet article concerne le long-métrage d'animation Star Wars: The Clone Wars. Pour la série d'animation traditionnelle, voir Star Wars: Clone Wars. Pour la série d'animation de synthèse, voir Star Wars: The Clone Wars (série télévisée d'animation).
Pour plus de détails, voir Fiche technique et Distribution.
Star Wars: The Clone Wars, ou Star Wars : La Guerre des clones au Québec, est un film d'animation en images de synthèse américain écrit par Henry Gilroy, Steven Melching et Scott Murphy et réalisé par Dave Filoni, sorti en 2008.
Il s'agit du premier film dérivé de la franchise Star Wars. Il s'agit également du pilote de la série animée Star Wars: The Clone Wars puisqu'il s'agissait à l'origine des quatre premiers épisodes de la série, mais George Lucas décida de les transformer en un long métrage pour le cinéma.
L'histoire se déroule durant la guerre des clones, entre Star Wars : L'Attaque des clones et Star Wars : La Revanche des Sith.
Le film se déroule postérieurement à deux épisodes de la série : l'épisode 16 de la saison 2, Le Chat et la Souris, puis l'épisode 16 de la saison 1, L'Ennemi caché. Alors que les Séparatistes tentent de conquérir la planète Christophsis, ses habitants demandent l'aide de la République qui envoie Anakin et Obi-Wan et leurs troupes.

## Synopsis

### Présentation de l'univers

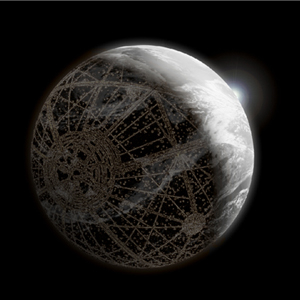
Vision d'artiste de la planète Coruscant.

L'univers de Star Wars se déroule dans une galaxie qui est le théâtre d'affrontements entre les Chevaliers Jedi et les Seigneurs noirs des Sith, personnes sensibles à la Force, un champ énergétique mystérieux leur procurant des pouvoirs psychiques. Les Jedi maîtrisent le côté lumineux de la Force, pouvoir bénéfique et défensif, pour maintenir la paix dans la galaxie. Les Sith utilisent le côté obscur, pouvoir nuisible et destructeur, pour leurs usages personnels et pour dominer la galaxie.
Pour amener la paix, une République galactique a été fondée avec pour capitale la planète Coruscant. Cependant, certains membres de la République pensent que celle-ci est corrompue. Afin de prendre le contrôle de la galaxie, ils se font nommer les Séparatistes et dirigent une armée droïde. Pour contrer les plans de domination des Séparatistes, la République se dota quant à elle d'une armée de soldats clones dirigée par les Jedi. Les deux armées s'affrontent pour la première fois durant la bataille de Géonosis en 22 av. BY,.
À la suite de cette bataille, la guerre débuta pour la paix ou la prise du pouvoir. Dans le film, la République galactique garde le contrôle des planètes du centre de la galaxie (le noyau), mais a été pratiquement chassée de la périphérie (la bordure extérieure) par son adversaire, la Confédération des systèmes indépendants. Or l'empire criminel des Hutts, neutre dans cette guerre, contrôle de nombreuses routes de la bordure.
Quand le fils de Jabba le Hutt est enlevé par les Séparatistes, les deux camps tentent d'en profiter pour obtenir une alliance avec les Hutts. Du côté de la République, le Jedi Obi-Wan Kenobi est chargé des négociations avec les Hutts, alors que son ancien élève Anakin Skywalker doit retrouver le fils de Jabba. Anakin est accompagné d'une jeune padawan, Ahsoka Tano, aussi butée que lui, le grand maître Jedi Yoda ayant estimé que devoir veiller sur une élève serait bénéfique à Anakin. Du côté Séparatiste, le comte Dooku est en fait le responsable de l'enlèvement. Son objectif, avec son apprentie Asajj Ventress, est de profiter de la mission des Jedi pour provoquer la mort du jeune Hutt en faisant passer les Jedi pour responsables.

### Déroulement du synopsis
Depuis le début de la guerre des clones, après la bataille de Géonosis, les Séparatistes parviennent à rallier de nombreuses planètes à leur cause, ce qui provoque l'éparpillement des forces de la République pour reprendre ces planètes. Les Jedi étant occupés à faire la guerre, l'insécurité permet à des pirates de capturer sur Tatooine le fils du seigneur du crime organisé Jabba le Hutt : Rotta.
Afin de récupérer son fils, Jabba, maître des routes commerciales de la bordure extérieure, lance un appel à l'aide à la République. Celle-ci accepte à condition que ses troupes puissent utiliser les routes. C'est aux Jedi Anakin Skywalker et Obi-Wan Kenobi, en pleine bataille sur Christophsis, que la mission de négocier les routes et de ramener le fils de Jabba est confiée.
Dans l'espace de la bordure extérieure, l'amiral Wullf Yularen reçoit l'ordre de contacter Kenobi, mais les communications sont brouillées sur la planète. Une messagère est donc envoyée afin de rejoindre Obi-Wan en même temps que les renforts Républicains. Après la retraite des droïdes et en attente de renforts, les deux Jedi accueillent une navette transportant la messagère : la jeune Jedi Ahsoka Tano, qui insiste sur le fait qu'elle a été assignée par le maître Jedi Yoda pour être la padawan d'Anakin et qu'ils doivent retourner au temple Jedi. Ceux-ci rétorquent en disant qu'ils doivent d'abord finir leur mission et Anakin accepte à contrecœur l'apprentissage d'Ahsoka.
La bataille reprend, avec les forces Séparatistes avançant derrière un bouclier en expansion que l'artillerie de la République ne peut pénétrer. Chargés de détruire le bouclier déflecteur, Anakin et Ahsoka parviennent à pénétrer les lignes ennemies grâce à la furtivité, la ruse et la capacité à improviser, tandis qu'Obi-Wan gagne du temps en entamant une fausse négociation de cession avec le général Séparatiste Whorm Loathsom, ce qui permet d'obtenir une victoire finale pour la République sur Christophsis et à Ahsoka d'avoir le respect d'Anakin.
Peu après, Yoda arrive avec le message urgent qu'un groupe de pirates a enlevé le fils de Jabba et qu'Anakin, Ahsoka, Rex et les clones sont chargés de le sauver et de le ramener chez lui en toute sécurité. Pendant ce temps, Obi-Wan est envoyé sur Tatooine pour négocier avec Jabba un potentiel traité entre les Hutts et la République.
Après avoir été informés par des espions que le petit Hutt se trouve sur la planète Teth, les forces d'Anakin se rendent sur la planète de jungle. Malgré un feu lourd ennemi, Anakin, Ahsoka et Rex parviennent à prendre d'assaut un monastère et trouvent Rotta, malade et pris dans un piège élaboré par le comte Dooku qui a lui-même mis en scène l'enlèvement dans le but que la République ne profite pas des routes de la bordure. Après qu'Obi-Wan est parti rejoindre Anakin pour lui prêter main-forte, Dooku informe Jabba que ce sont les Jedi qui ont capturé son fils et le prouve grâce à un enregistrement où Anakin et Ahsoka sont vus avec le petit Hutt.

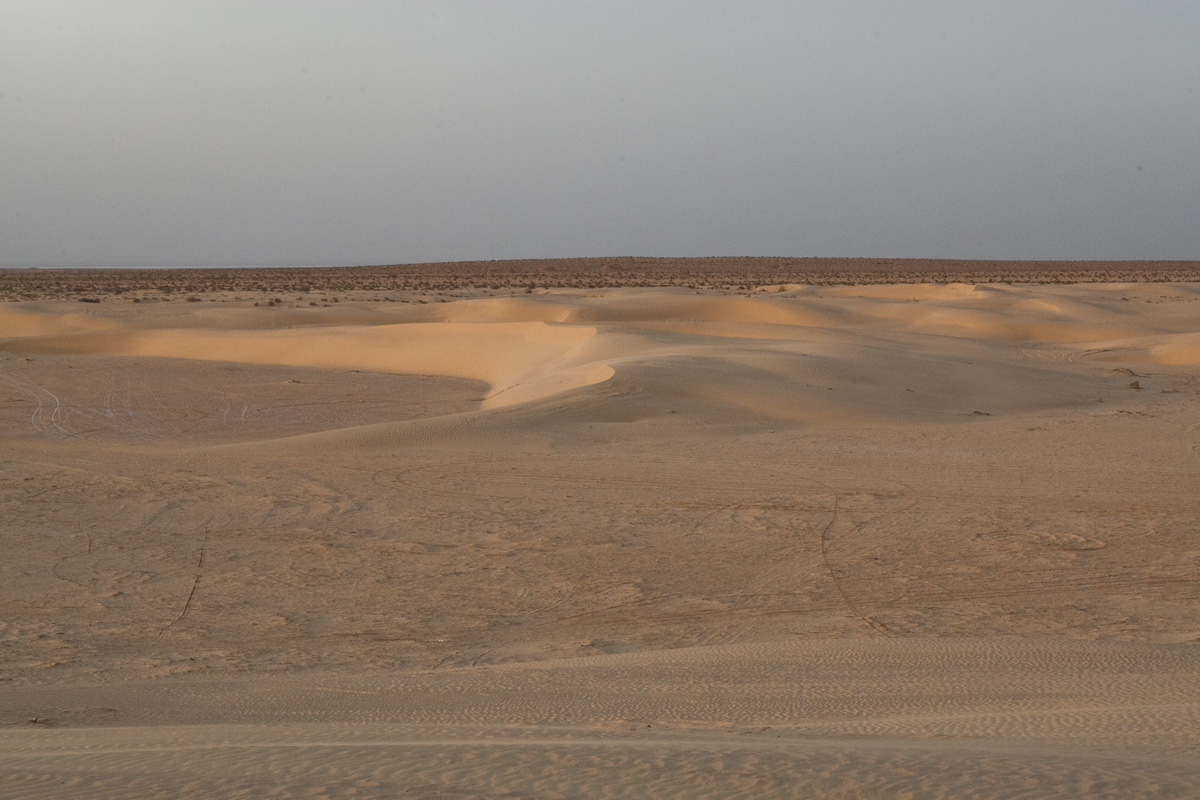
Désert semblable à celui qu'Anakin et Ahsoka doivent traverser.

Asajj Ventress, l'apprentie du comte, est alors chargée de récupérer le Hutt pour que les Séparatistes passent pour les sauveurs et que la République soit responsable. Elle mène alors un assaut contre les forces d'Anakin. Alors qu'ils se querellent mais gagnent lentement un respect mutuel, Anakin et Ahsoka parviennent à échapper au piège avec le droïde R2-D2 et détournent un vieux vaisseau de transport qu'ils utilisent pour se rendre sur Tatooine. Ahsoka utilise le médecin de bord pour soigner le jeune Hutt malade. Obi-Wan, alerté par Anakin, arrive juste à temps pour aider Rex et le reste de ses forces et s'engage contre Ventress dans un combat où il parvient à la vaincre, mais Ventress arrive à fuir.
Pendant ce temps, la sénatrice Padmé Amidala, épouse secrète d'Anakin, apprend la mission et a peur pour la sécurité d'Anakin. Elle décide alors d'aller chez l'oncle de Jabba, Ziro, présent sur Coruscant. Le Hutt refuse de coopérer et fait croire que les Jedi sont responsables de la situation. Padmé, cependant, découvre bientôt que Ziro a effectivement conspiré avec Dooku pour que Rotta soit tué afin que Jabba exécute Anakin et Ahsoka en retour, ce qui obligera le conseil Jedi à présenter Jabba devant la justice et permettra à Ziro de prendre le pouvoir sur le clan des Hutts. Padmé est découverte et détenue, mais parvient à appeler le droïde protocolaire C-3PO qui arrive avec un escadron de soldats clones et Ziro est arrêté.
À leur arrivée sur Tatooine, après avoir traversé une partie d'un désert, Anakin et Ahsoka sont attaqués par des Magna Gardes. Anakin conçoit une ruse pour affronter Dooku tout en portant un leurre Rotta, laissant Ahsoka amener le vrai Rotta au palais de Jabba. Alors qu'Anakin se bat face à Dooku, Ahsoka est prise en embuscade par des Magna Gardes, qu'elle parvient à battre de justesse.
Pendant ce temps, le combat Anakin contre Dooku se poursuit et Dooku parvient à couper le sac à dos où il croit qu'il y a le Hutt alors qu'il s'agit de cailloux. Anakin en profite pour voler son speeder bike afin de venir en aide à Ahsoka qui est en danger selon Dooku. Anakin et Ahsoka entrent dans le palais l'un après l'autre et sont menacés d'exécution par les hommes de Jabba même si Rotta est revenu en toute sécurité. Padmé appelle juste à temps pour convaincre Jabba de la duplicité de son oncle, tandis qu'Anakin et Ahsoka sont rejoints par Obi-Wan, Yoda, Cody et les clones.

## Personnages
- Anakin Skywalker : annoncé comme étant l'élu d'une ancienne prophétie qui apportera l'équilibre à la Force, Anakin est un jeune Jedi doté de dons surprenants. Mais il se bat également contre sa colère et garde des secrets qu'il dissimule au conseil Jedi. Pour maître Yoda, le destin d'Anakin demeure obscur, tel qu'il l'était déjà lorsqu'il était un petit garçon[3].
- Ahsoka Tano : jeune padawan d'Anakin Skywalker, Ahsoka est courageuse mais aussi têtue et téméraire. Elle a beaucoup à apprendre sur la Force. Sa formation débute en pleine guerre des clones, elle doit donc les apprendre sur le champ de bataille. Yoda respecte les aptitudes de la Force d'Anakin, mais s'inquiète de ses attachements émotionnels qui vont le conduire sur une voie dangereuse. En lui donnant une apprentie comme Ahsoka, Yoda espère qu'Anakin va apprendre la nécessité du détachement[3].
- Obi-Wan Kenobi : ancien maître d'Anakin Skywalker, Obi-Wan Kenobi est un excellent sabreur et négociateur. Bien qu'il participe aux combats, il n'aime pas la guerre et cherche obstinément des solutions pacifiques à tout conflit. Anakin Skywalker est ensuite devenu un chevalier Jedi avec sa propre padawan. Mais Obi-Wan se préoccupe encore de son ancien apprenti et tente de l'aider à se détacher de ses émotions sans pour autant perdre sa compassion[3].
- Soldats clones : des guerriers génétiquement conçus à l'identique, produits et entraînés sur Kamino, les soldats clones défendent la République par millions, luttant contre l'armée droïde Séparatistes sur des milliers de mondes déchirés par la guerre. Ils passent leur vie entourés par d'autres soldats ayant le même visage et développent des liens solides, ce qui les rend très efficaces dans les combats. Cependant, ils ont été formés pour remplir leurs missions à tout prix, tout en ignorant qu'ils sont la clé de la fin de la République et de l'ordre Jedi[3].

- Comte Dooku / Dark Tyranus : commandant suprême des Séparatistes, Dooku a quitté l'Ordre Jedi pour obtenir plus de puissance. Il se tourna alors vers le Côté Obscur de la Force. Il porte secrètement le nom de Dark Tyranus et obéit aux ordres de son mystérieux maître : Dark Sidious[3].
- Asajj Ventress : un assassin formé au Côté Obscur de la Force par le comte Dooku, Ventress brûle d'impatience d’être vue comme une véritable Sith et rêve du jour où elle tuera Obi-Wan Kenobi et Anakin Skywalker. Elle est constamment mise au défi et répond d'une rage animale, ce qui facilite son passage vers le Coté Obscur et la rend particulièrement dangereuse, aussi bien pour ses alliés que pour ses ennemis[3].
- Général Grievous : il fut un seigneur de guerre du peuple Kaleesh, Grievous est désormais plus une machine que de la chair, avec des compétences au sabre laser qui font de lui l'égal d'un Jedi. Il déteste les Jedi et prend les sabres de ceux qu'il tue en guise de trophée[3].
- Droïdes de combat : les droïdes de combat sont les soldats des Séparatistes : des machines simples, robustes, construits par millions dans des usines secrètes et expédiés afin d'attaquer les planètes fidèles de la République galactique. Les soldats clones surnomment les droïdes de combat « les boîtes de conserve », malgré le fait que beaucoup d'entre eux trouvent la mort par leurs armes[3].

## Fiche technique
Sauf indication contraire, les informations mentionnées dans cette section peuvent être confirmées par les bases de données cinématographiques IMDb et Allociné,  présentes dans la section « Liens externes ».
- Titre original et français : Star Wars: The Clone Wars
- Titre québécois : Star Wars : La Guerre des clones[4]
- Réalisation : Dave Filoni
- Scénario : Henry Gilroy, Steven Melching et Scott Murphy, d'après les personnages et univers créés par George Lucas en 1977
- Musique : Kevin Kiner, John Williams (thèmes originaux)
- Direction artistique : Kevin Jong et Jesse Yeh
- Son : David Acord, Juan Peralta, Matthew Wood
- Montage : Jason Tucker
- Production : Catherine Winder
  - Production exécutive : Mary Maffei
  - Production déléguée : George Lucas
- Animation : Russell Chou, Rod Dimayuga, Camilo Duarte Franco, Ronny Gani, Chien-Chia Huang, Rishi Kaul, Bryan Lee
- Sociétés de production : Lucasfilm Animation et Lucasfilm Ltd.
- Société de distribution : Warner Bros.
- Budget : 8,5 millions de $[5]
- Pays de production :  États-Unis
- Langue originale : anglais
- Format : couleur — 35 mm — 2,35:1 (CinemaScope) — son DTS / Dolby Digital / SDDS
- Genre : animation, science-fiction, action, aventure
- Durée : 98 minutes
- Dates de sortie[6] :
  - États-Unis : 10 août 2008 (première mondiale à Hollywood) ; 15 août 2008 (sortie nationale)
  - Québec : 15 août 2008[4]
  - Belgique : 20 août 2008[7]
  - France, Suisse romande : 27 août 2008[8]
- Classification :
  - États-Unis : des scènes peuvent heurter les enfants - accord parental souhaitable (PG - Parental Guidance Suggested)[Note 3]
  - France : tous publics (conseillé à partir de 8 ans)[9],[10]
  - Belgique : tous publics (Alle Leeftijden)[7]
  - Suisse romande : interdit aux moins de 7 ans[11]
  - Québec : tous publics (G - General Rating)[4]

## Distribution

### Voix originales
- Matt Lanter : Anakin Skywalker
- James Arnold Taylor : Obi-Wan Kenobi
- Ashley Eckstein : Ahsoka Tano
- Dee Bradley Baker : les soldats clones
- Catherine Taber : Padmé Amidala
- Christopher Lee : comte Dooku
- Anthony Daniels : C-3PO
- Tom Kane : Yoda, l'amiral Wullf Yularen et le narrateur
- Ian Abercrombie : Chancelier Suprême Palpatine / Dark Sidious
- Samuel L. Jackson : Mace Windu
- Nika Futterman : Asajj Ventress
- Corey Burton : Ziro le Hutt
- Matthew Wood : les droïdes de combat

### Voix françaises
- Emmanuel Garijo : Anakin Skywalker et les droïdes de combat
- Bruno Choël : Obi-Wan Kenobi
- Olivia Luccioni : Ahsoka Tano
- Serge Biavan : les soldats clones
- Sylvie Jacob : Padmé Amidala
- Bernard Dhéran : comte Dooku
- Roger Carel : C-3PO
- Jean Lescot : Yoda
- Jean-Paul Pitolin : Mace Windu
- Georges Claisse : Chancelier Suprême Palpatine / Dark Sidious
- Laura Blanc : Asajj Ventress
- Daniel Delabesse : Ziro le Hutt
- Marie Zidi : le droïde de protocole TC-70
- Jean-Luc Kayser : l'amiral Wullf Yularen et le commandant Wollffe
- Patrick Floersheim : le général Whorm Loathsom et KRONOS-327
- Éric Métayer : le droïde espion 4A-7 et le droïde Médecin TB-2
- Jean-Claude Donda : le narrateur

### Voix québécoises
- Martin Watier : Anakin Skywalker
- François Godin : Obi-Wan Kenobi
- Claudia-Laurie Corbeil : Ahsoka Tano
- Aline Pinsonneault : Padmé Amidala
- Guy Nadon : comte Dooku
- Jacques Lavallée : Yoda
- Yves Corbeil : Chancelier Suprême Palpatine / Dark Sidious
- James Hyndman : Mace Windu
- Bernard Fortin : Ziro le Hutt
- Luis de Cespedes : C-3PO
- Xavier Dolan : les droïdes de combat
- Jean-François Beaupré : les soldats clones
- Pierre Chagnon : l'annonceur

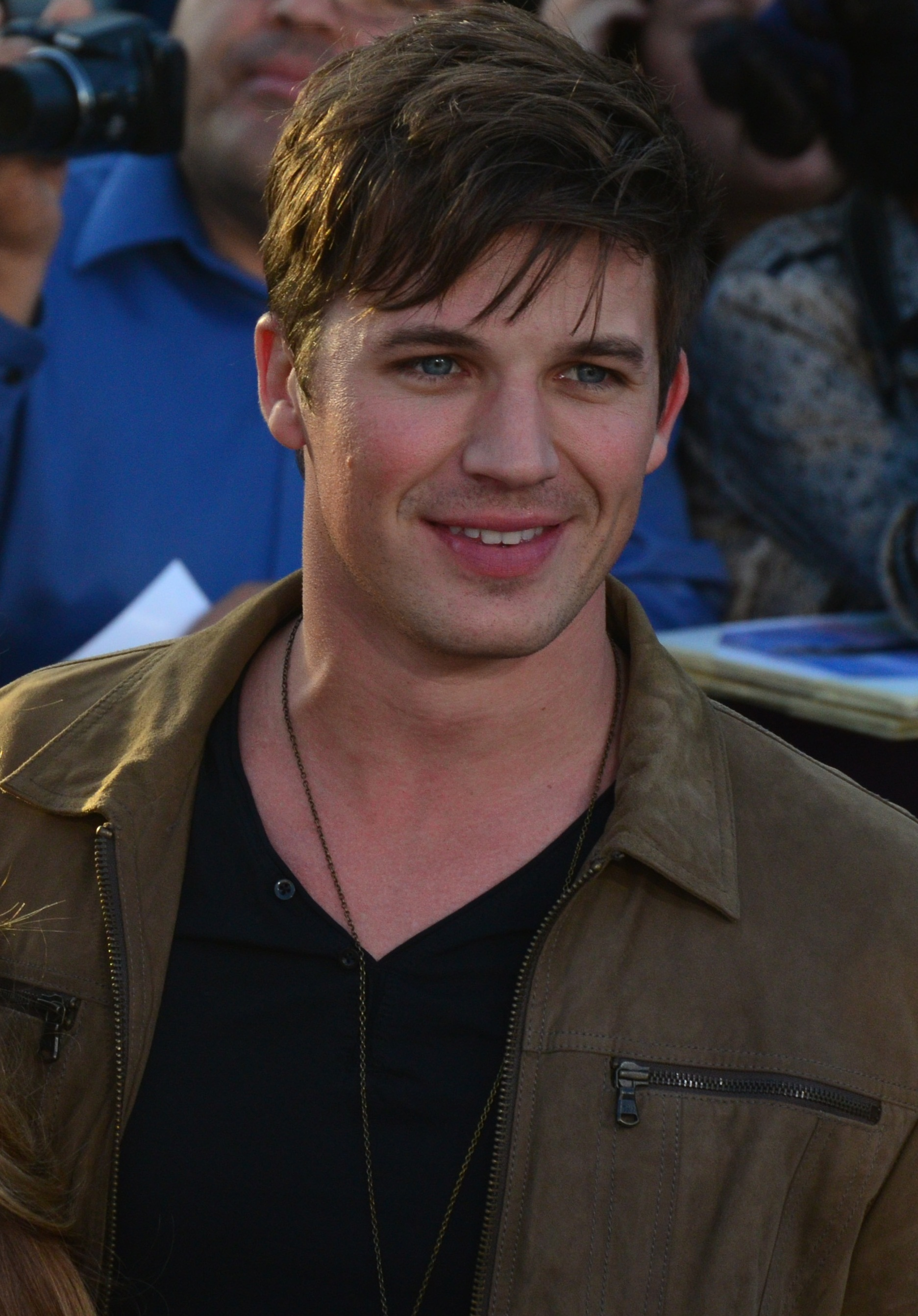
Matt Lanter en 2014.
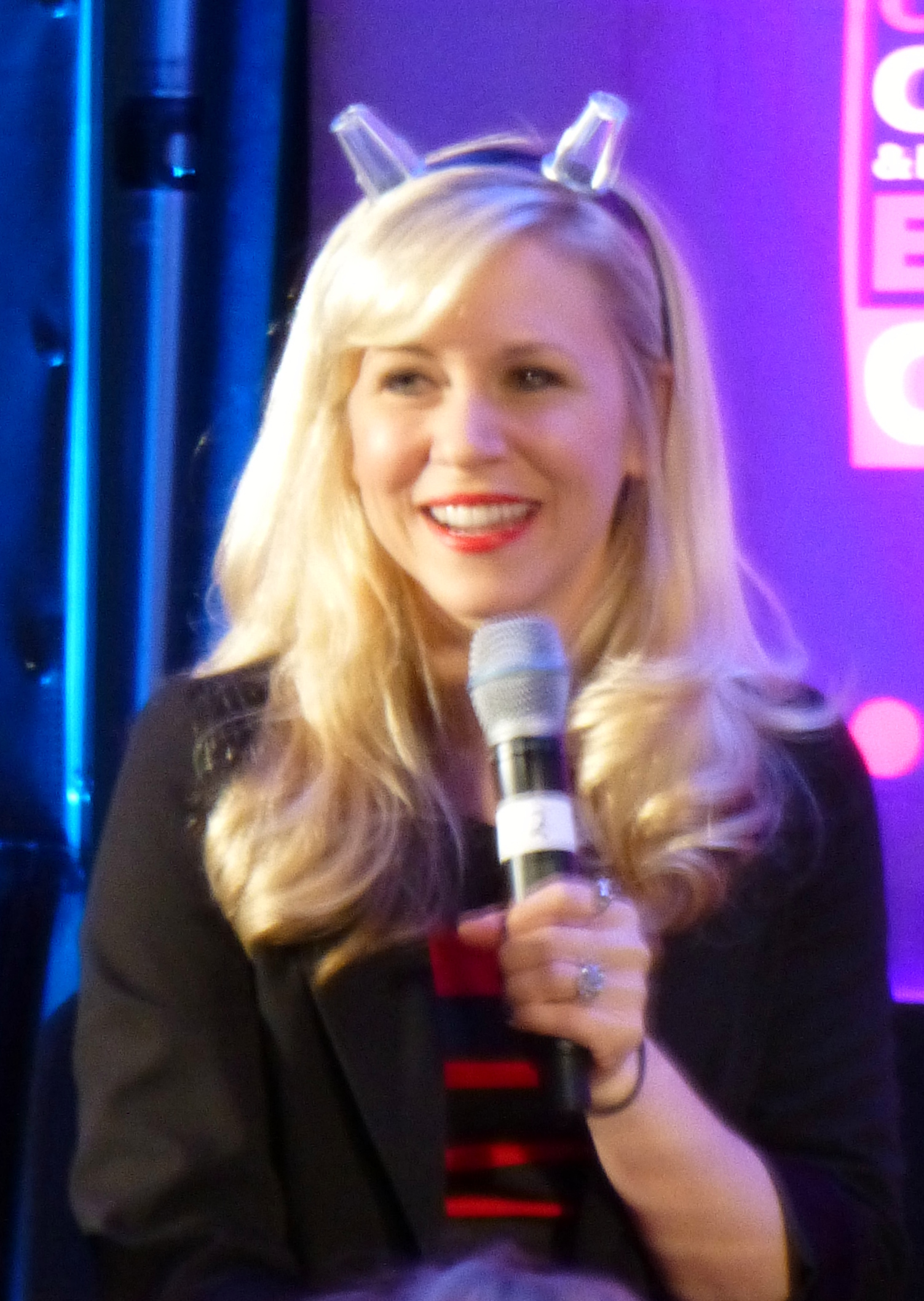
Ashley Eckstein en 2014.
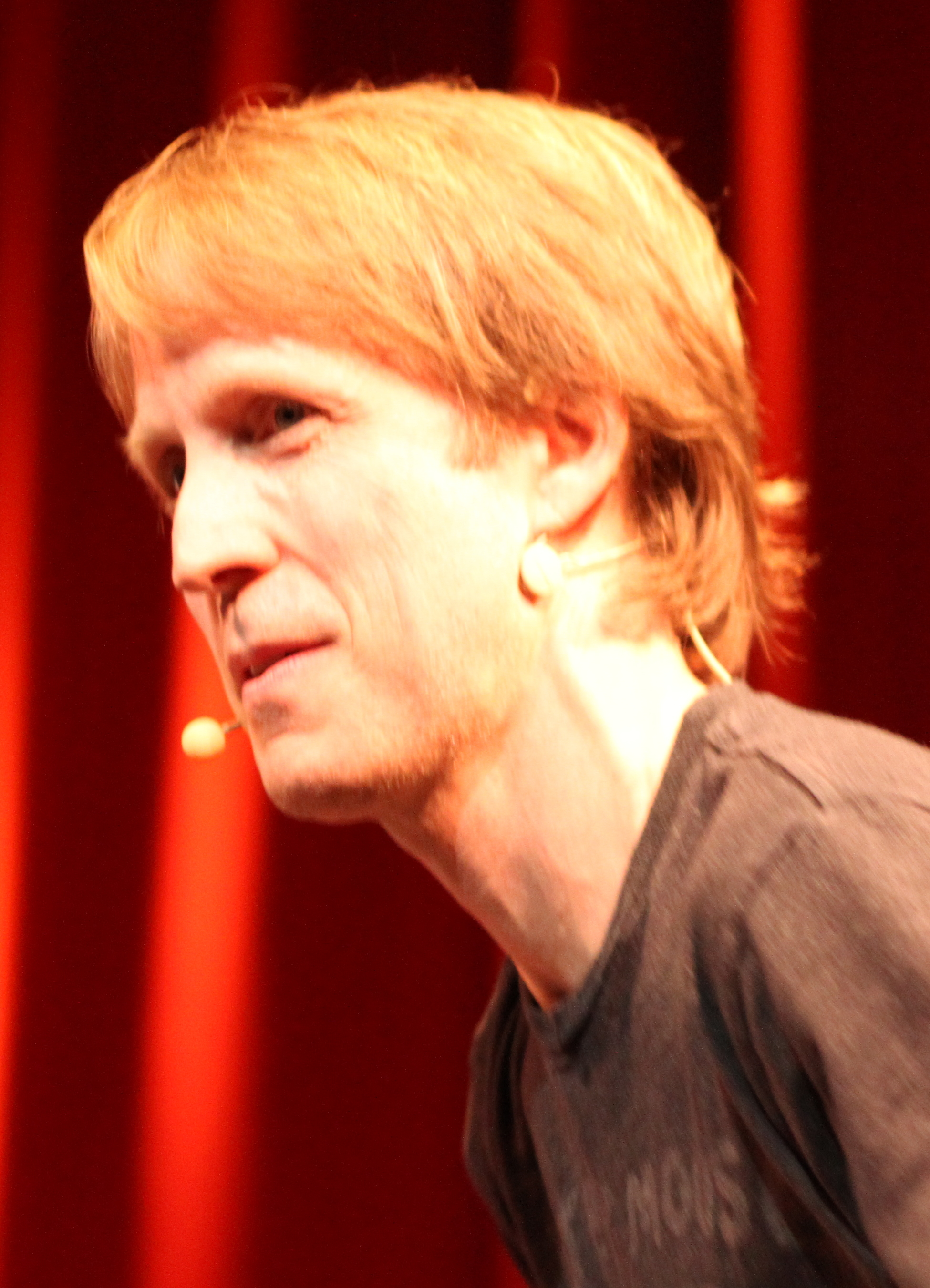
James Arnold Taylor en 2011.
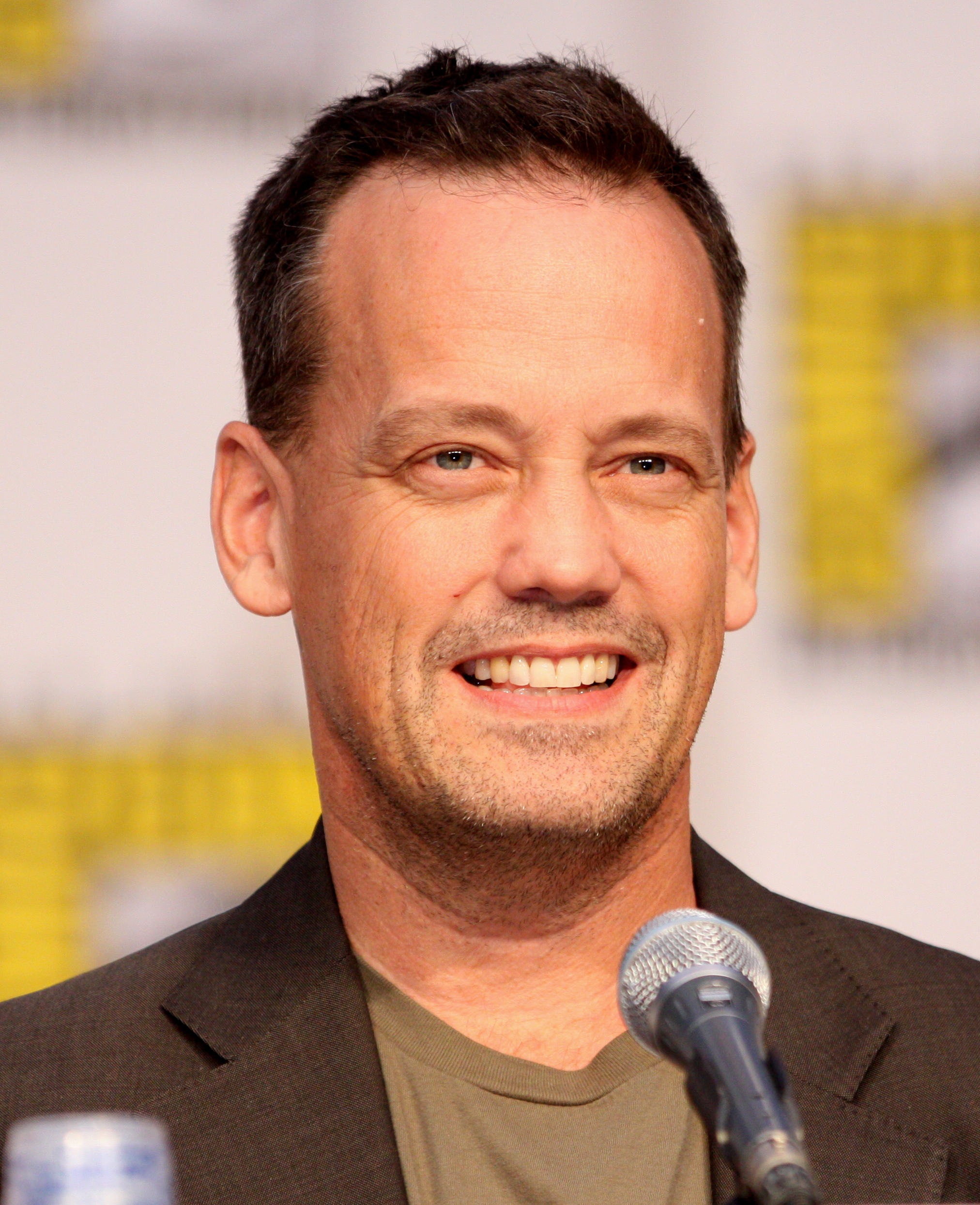
Dee Bradley Baker en 2010.
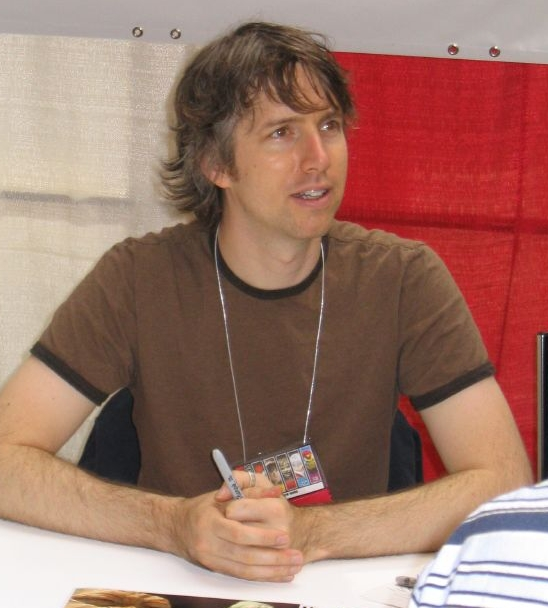
Matthew Wood en 2005.
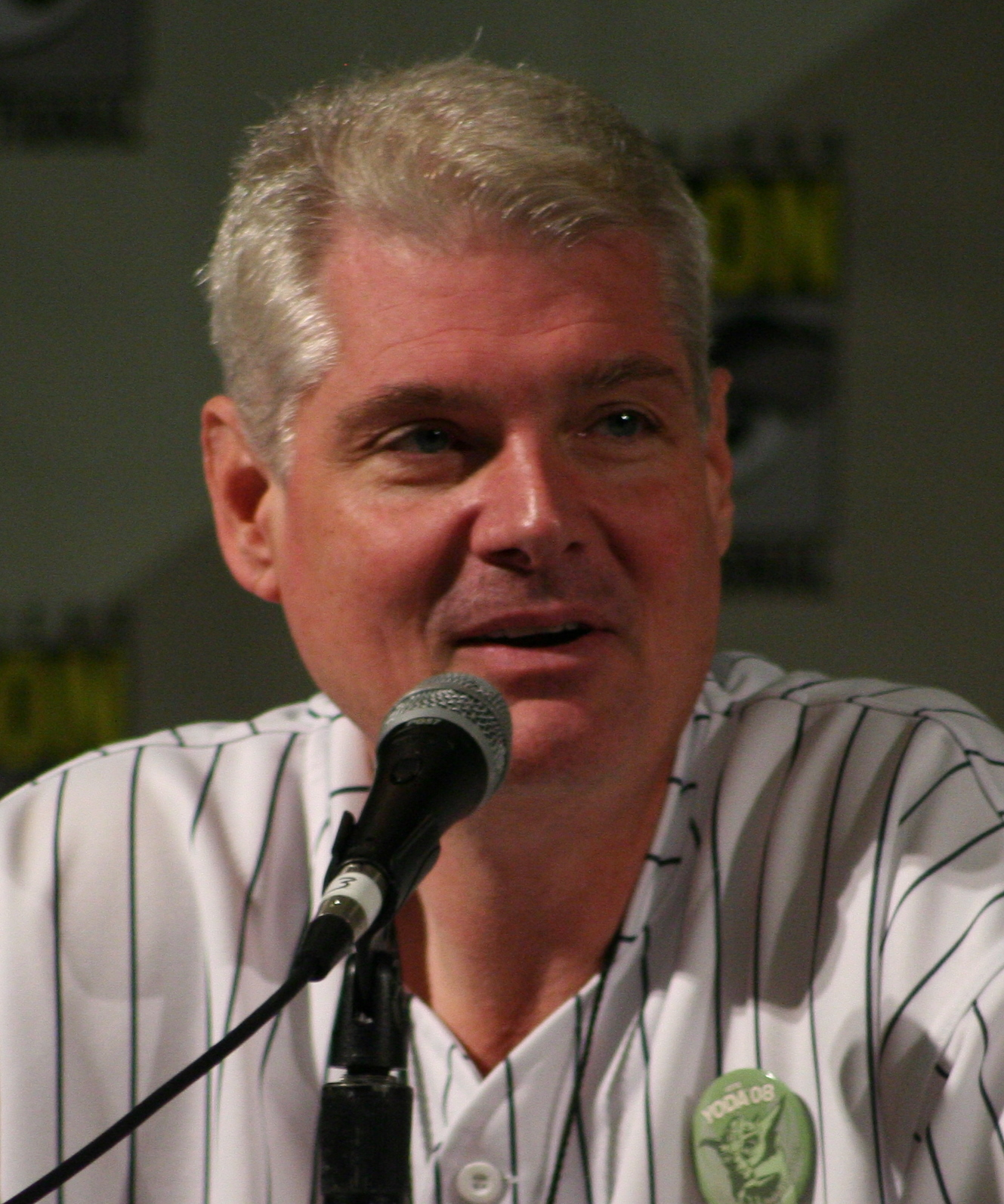
Tom Kane en 2008.

## Bande originale
Composée par Kevin Kiner, la bande originale est sortie le 12 août 2008 en CD. Elle utilise certains instruments de musique jamais entendus auparavant dans une partition Star Wars : des synthétiseurs, guitares électrique, erhus, duduks, ouds et des taikos.

## Accueil

### Accueil critique
Le film a été reçu négativement par la critique. Sur le site d'agrégateur Rotten Tomatoes, Star Wars: The Clone Wars a reçu un taux d'approbation de 18 % basé sur 169 commentaires, avec une note moyenne de 4.2 / 10. Il déplore « une animation mécanique et un scénario moins que stellaire font de The Clone Wars une ombre pâle de la grande franchise de George Lucas », ce qui en faisait la note la plus basse de tous les films Star Wars ; les six derniers films allaient de 55 % à 95 %. Sur Metacritic, le film a un score moyen de 35 sur 100 basé sur 30 critiques, indiquant « des critiques généralement défavorables ».
Entertainment Weekly a classé Star Wars: The Clone Wars parmi le top cinq des pires films de 2008.
La principale critique vis-à-vis du film était l'animation. Beaucoup l'ont critiquée comme étant bon marché, en bois, non attrayante et périmée,,,.
Les critiques ont également critiqué le dialogue, qui, selon Ebert, se limitait à des « déclamations simplistes ». Linda Stasi, du New York Post, a également décrit l’absence de développement du personnage dans le film, en contrats avec les films originaux de Star Wars qui permettent aux téléspectateurs de connaître les personnages, « le réalisateur Dave Filoni est tellement concentré sur l'action que nous n'avons jamais eu la chance de connaître les personnages ». Le script, plus enfantin, n'a pas convaincu de nombreux fans et les critiques ont été violentes.

### Box-office
Le film peut être considéré comme un échec commercial en comparaison aux six autres films de la saga Star Wars. Malgré un budget insignifiant par rapport à un film d'animation classique (8 500 000 $ de dollars pour ce projet), les recettes ont été maigres : un peu plus de 68 millions de dollars sur le globe, dont 35 millions aux États-Unis.
Le film a perçu 23 428 376 $ en plus grâce à la vente des Blu-Ray et DVD aux États-Unis.
| Pays ou région    | Box-office                    | Date d'arrêt du box-office | Nombre de semaines |
| ----------------- | ----------------------------- | -------------------------- | ------------------ |
| États-Unis Canada | 35 161 554 $                  | —                          | —                  |
| France            | 312 809 entrées (2 725 380 $) | —                          | —                  |
| Monde             | 68 282 845 $                  | —                          | —                  |

## Distinctions
Source : Internet Movie Database
- Academy of Science Fiction, Fantasy and Horror Films - Saturn Awards 2009 : meilleur film d'animation

## Adaptations
En France, le film a connu deux adaptations : l'une en livre jeunesse et l'autre en roman.

### Livre jeunesse
Intitulé Star Wars : The Clone Wars, le roman du film, il a été écrit par Jonathan Loizel et a été publié par la Bibliothèque verte le 3 septembre 2008.

### Roman
Intitulé Star Wars: The Clone Wars, paru en langue originale le 26 juillet 2008 puis traduit et publié le 27 novembre 2008 aux éditions Fleuve noir, son auteur est Karen Traviss, connue pour ses livres dans l'univers de Star Wars.